# Lista monumentelor ocrotite de stat din raionul Hîncești
Lista monumentelor din raionul Hîncești cuprinde monumentele patrimoniului cultural din raionul Hîncești înscrise în Registrul monumentelor Republicii Moldova ocrotite de stat.
Registrul monumentelor Republicii Moldova ocrotite de stat a fost aprobat prin Hotărârea Parlamentului nr. 1531-XII împreună cu Legea nr. 1530-XII privind ocrotirea monumentelor RM din 22 iunie 1993. În Monitorul Oficial nr. 1 din 1994 a fost publicată doar Legea, fără a include însă și Registrul, care a fost publicat mult mai târziu, la 2 februarie 2010. A nu se confunda cu Registrul arheologic național sau cel al monumentelor de for public, care sunt liste diferite ce vizează doar anumite compartimente ale patrimoniului cultural, întocmite în baza unor legi separate.
Lista completă este menținută și actualizată periodic de către Ministerul Culturii din Republica Moldova, dar înainte ca modificările să intre în vigoare acestea trebuie să fie aprobate de către Parlament. Această listă este menită să cuprindă și actualizările ulterioare.
| Nr. | Localizare                                                                  | Denumire | Datare             | Tip   | Însemnătate | Imagine                 | Erori             |
| --- | --------------------------------------------------------------------------- | --- | ------------------ | ----- | ----------- | ----------------------- | ----------------- |
| 540 | Hîncești 46°49′32″N 28°34′57″E / 46.825416666667°N 28.582388888889°E        | Complexul de clădiri ale conacului familiei Mirzoian (Manuc-bei)                                                         | sec. XIX           | Is At | N           | galerie \| Încarcă foto | Raportează eroare |
| 541 | Hîncești 46°49′26″N 28°35′41″E / 46.823976718496°N 28.594650504311°E        | Monument la mormântul comun al ostașilor căzuți (81) în 1944                                                             | 1978               | Is    | L           | galerie \| Încarcă foto | Raportează eroare |
| 542 | Hîncești                                                                    | Sculptură populară. La cimitirul ortodox                                                                                 |                    | Ar    | L           | Încarcă foto            | Raportează eroare |
| 543 | Hîncești 46°49′02″N 28°35′54″E / 46.817184000511°N 28.598367369574°E        | Sculptură populară. La cimitirul evreiesc                                                                                |                    | Ar    | L           | galerie \| Încarcă foto | Raportează eroare |
| 547 | Anini                                                                       | Monument la mormântul comun al ostașilor căzuți (20) în 1944                                                             |                    | Is    | L           | Încarcă foto            | Raportează eroare |
| 548 | Bobeica 46°58′49″N 28°28′12″E / 46.980285866653°N 28.469971760611°E         | Monument la mormântul comun al ostașilor căzuți (20) în 1941 și în memoria consătenilor căzuți în 1914-1918 și 1941-1945 | 1958               | Is    | L           | galerie \| Încarcă foto | Raportează eroare |
| 550 | Boghiceni 46°56′55″N 28°19′24″E / 46.948727156524°N 28.323353116097°E       | Biserica „Sf. Apostoli Pavel și Petru”                                                                                   | 1884               | At    | N           | Încarcă foto            | Raportează eroare |
| 551 | Boghiceni                                                                   | Monument în memoria consătenilor căzuți în 1941-1945                                                                     |                    | Is    | L           | Încarcă foto            | Raportează eroare |
| 553 | Bozieni 46°44′56″N 28°38′47″E / 46.748940041429°N 28.646288003018°E         | Monument la mormântul comun al ostașilor căzuți (59) în 1944                                                             | 1950               | Is    | L           | galerie \| Încarcă foto | Raportează eroare |
| 557 | Bujor 46°55′29″N 28°15′45″E / 46.924651427015°N 28.262635751506°E           | Biserica „Sf. Arhangheli Mihail și Gavriil”                                                                              | 1780               | At    | N           | Încarcă foto            | Raportează eroare |
| 558 | Bujor 46°55′23″N 28°16′00″E / 46.92298518651°N 28.266767739474°E            | Monument la mormântul comun al ostașilor căzuți (12) în 1944 și în memoria consătenilor căzuți în 1941-1945              | 1952               | Is    | N           | Încarcă foto            | Raportează eroare |
| 559 | Buțeni 46°49′46″N 28°40′41″E / 46.829316628437°N 28.678054684243°E          | Biserica „Nașterea Maicii Domnului”                                                                                      | 1847               | At    | N           | galerie \| Încarcă foto | Raportează eroare |
| 560 | Buțeni 46°49′30″N 28°40′25″E / 46.824960501612°N 28.673714913901°E          | Biserica „Sf. Nicolae”                                                                                                   | 1880               | At    | N           | galerie \| Încarcă foto | Raportează eroare |
| 561 | Buțeni 46°49′27″N 28°40′25″E / 46.824241829678°N 28.673484160871°E          | Monument în memoria consătenilor căzuți în război                                                                        | 1952               | Is    | L           | galerie \| Încarcă foto | Raportează eroare |
| 562 | Caracui 46°41′58″N 28°32′36″E / 46.699513730747°N 28.543434026786°E         | Biserica „Sf. Nicolae”                                                                                                   | 1921               | At    | N           | Încarcă foto            | Raportează eroare |
| 563 | Caracui                                                                     | Monument în memoria consătenilor căzuți în 1941-1945                                                                     |                    | Is    | L           | Încarcă foto            | Raportează eroare |
| 564 | Caracui                                                                     | Monument la mormântul comun al ostașilor căzuți (173) în 1944                                                            |                    | Is    | L           | Încarcă foto            | Raportează eroare |
| 566 | Călmățui 46°46′59″N 28°12′35″E / 46.783085452478°N 28.209850949397°E        | Biserica „Sf. Vladimir”                                                                                                  | sec. XIX           | At    | N           | Încarcă foto            | Raportează eroare |
| 568 | Cărpineni 46°45′58″N 28°21′33″E / 46.766136420795°N 28.359106841322°E       | Biserica „Înălțarea Domnului”                                                                                            | 1854               | At    | N           | Încarcă foto            | Raportează eroare |
| 569 | Cărpineni 46°46′29″N 28°21′08″E / 46.774851344805°N 28.352284733161°E       | Biserica „Sf. Ioan Botezătorul”                                                                                          | 1912               | At    | N           | Încarcă foto            | Raportează eroare |
| 570 | Cărpineni 46°45′42″N 28°21′31″E / 46.761780575265°N 28.358621168121°E       | Monument la mormântul comun al ostașilor căzuți (260) în 1944                                                            | 1954               | Is    | L           | galerie \| Încarcă foto | Raportează eroare |
| 572 | Chetroșeni                                                                  | Monument în memoria consătenilor căzuți în 1941-1945                                                                     | 1980               | Is    | L           | Încarcă foto            | Raportează eroare |
| 573 | Cioara                                                                      | Monument în memoria consătenilor căzuți în 1941-1945                                                                     | 1954               | Is    | L           | Încarcă foto            | Raportează eroare |
| 575 | Cococeni                                                                    | Monument la mormântul comun al ostașilor căzuți (58) în 1944 și în memoria consătenilor căzuți în 1941-1945              |                    | Is    | L           | Încarcă foto            | Raportează eroare |
| 577 | Cornești                                                                    | Monument gloriei militare                                                                                                | 1975               | Is    | L           | Încarcă foto            | Raportează eroare |
| 579 | Cotul Morii 46°52′19″N 28°06′45″E / 46.872012°N 28.112592°E                 | Biserica de lemn „Sf. Trifan”                                                                                            | 1812               | At    | N           | galerie \| Încarcă foto | Raportează eroare |
| 581 | Crasnoarmeiscoe 46°49′24″N 28°16′41″E / 46.823224°N 28.278059°E             | Monument la mormântul comun al ostașilor căzuți (27) în 1944                                                             | 1975               | Is    | L           | Încarcă foto            | Raportează eroare |
| 583 | Dahnovici                                                                   | Biserica de lemn „Sf. Arhanghel Mihail”                                                                                  | 1825               | Is    | N           | Încarcă foto            | Raportează eroare |
| 584 | Dahnovici 46°58′21″N 28°28′57″E / 46.972453027506°N 28.482634462061°E       | Monument în memoria consătenilor căzuți în 1941-1945                                                                     | 1965               | Is    | N           | galerie \| Încarcă foto | Raportează eroare |
| 587 | Dancu                                                                       | Monument în memoria consătenilor căzuți în 1941-1945                                                                     | 1975               | Is    | L           | Încarcă foto            | Raportează eroare |
| 590 | Drăgușeni 46°58′52″N 28°26′53″E / 46.981177402799°N 28.447960171242°E       | Biserica „Sf. Arhanghel Mihail”                                                                                          | 1912               | At    | N           | galerie \| Încarcă foto | Raportează eroare |
| 591 | Fîrlădeni 46°47′11″N 28°41′08″E / 46.7864626°N 28.685582°E                  | Monument la mormântul comun al ostașilor căzuți (8) în 1944                                                              | 1978               | Is    | L           | galerie \| Încarcă foto | Raportează eroare |
| 594 | Fundul Galbenei 46°52′57″N 28°37′20″E / 46.882538412454°N 28.622317007732°E | Biserica „Sf. Ioan Teologul”                                                                                             | 1903               | At    | N           | galerie \| Încarcă foto | Raportează eroare |
| 595 | Fundul Galbenei 46°52′57″N 28°37′17″E / 46.882367474657°N 28.621277129556°E | Monument în memoria consătenilor căzuți în 1941-1945                                                                     | 1968               | Is    | L           | galerie \| Încarcă foto | Raportează eroare |
| 597 | Ivanovca                                                                    | Monument în memoria consătenilor căzuți în 1941-1945                                                                     | 1970               | Is    | L           | Încarcă foto            | Raportează eroare |
| 603 | Lăpușna 46°53′04″N 28°24′45″E / 46.884308170396°N 28.41239525344°E          | Biserica „Sf. Arhangheli Mihail și Gavriil”                                                                              | 1818               | At    | N           | galerie \| Încarcă foto | Raportează eroare |
| 605 | Lăpușna                                                                     | Monument la mormântul comun al ostașilor căzuți (42) în 1941 și în memoria consătenilor căzuți în 1941-1945              | 1954               | Is    | L           | Încarcă foto            | Raportează eroare |
| 609 | Leușeni 46°48′33″N 28°11′52″E / 46.809086700767°N 28.197642623486°E         | Biserica „Sf. Arhangheli Mihail și Gavriil”                                                                              | 1838               | At    | N           | Încarcă foto            | Raportează eroare |
| 610 | Leușeni 46°50′47″N 28°12′29″E / 46.846287136112°N 28.208070577246°E         | Memorial militar comemorativ de război (1941-1945)                                                                       | 1965               | Is    | L           | galerie \| Încarcă foto | Raportează eroare |
| 611 | Leușeni                                                                     | Monument în memoria consătenilor căzuți în 1941-1945                                                                     | 1982               | Is    | L           | Încarcă foto            | Raportează eroare |
| 614 | Logănești 46°54′24″N 28°32′40″E / 46.906637492658°N 28.544416394596°E       | Biserica „Sf. Arhangheli Mihail și Gavriil”                                                                              | 1917-1923          | At Ar | N           | galerie \| Încarcă foto | Raportează eroare |
| 615 | Logănești                                                                   | Monument partizanilor căzuți (2) în 1941-1945                                                                            |                    | Is    | L           | Încarcă foto            | Raportează eroare |
| 617 | Mereșeni 46°47′48″N 28°32′15″E / 46.796773766844°N 28.537400710312°E        | Biserica de lemn „Sf. Dumitru”                                                                                           | 1853               | At    | N           | Încarcă foto            | Raportează eroare |
| 618 | Mereșeni 46°47′50″N 28°32′49″E / 46.797275934689°N 28.546958622982°E        | Clădirea fostei mori cu aburi                                                                                            | sf. sec. XIX       | At    | N           | Încarcă foto            | Raportează eroare |
| 619 | Mereșeni 46°48′07″N 28°32′04″E / 46.802043°N 28.53448°E                     | Monument în memoria consătenilor căzuți în 1941-1945                                                                     | 1982               | Is    | L           | Încarcă foto            | Raportează eroare |
| 621 | Mingir 46°40′05″N 28°19′33″E / 46.668065985025°N 28.325706330373°E          | Biserica „Sf. Nicolae”                                                                                                   | 1882               | At    | N           | galerie \| Încarcă foto | Raportează eroare |
| 623 | Mingir 46°39′55″N 28°19′42″E / 46.665353°N 28.328393°E                      | Monument la mormântul ostașilor căzuți (128) în 1944                                                                     | 1966               | Is    | L           | Încarcă foto            | Raportează eroare |
| 625 | Mirești                                                                     | Monument în memoria consătenilor căzuți în 1941-1945                                                                     | 1980               | Is    | L           | Încarcă foto            | Raportează eroare |
| 626 | Negrea 46°48′37″N 28°23′42″E / 46.810202558202°N 28.394987401989°E          | Biserica „Sf. Arhangheli Mihail și Gavriil”                                                                              | 1880               | At    | N           | Încarcă foto            | Raportează eroare |
| 627 | Negrea 46°49′32″N 28°21′58″E / 46.825529848368°N 28.366196028828°E          | Monument în memoria ostașilor căzuți în 1941-1945                                                                        |                    | Is    | L           | Încarcă foto            | Raportează eroare |
| 629 | Nemțeni                                                                     | Monument la mormântul comun al ostașilor căzuți (24) în 1944                                                             | 1970               | Is    | N           | Încarcă foto            | Raportează eroare |
| 631 | Obileni 46°52′46″N 28°09′37″E / 46.87938474633°N 28.160166510489°E          | Biserica „Acoperământul Maicii Domnului”                                                                                 | sec. XIX           | At    | N           | Încarcă foto            | Raportează eroare |
| 634 | Onești                                                                      | Monument la mormântul aviatorului căzut în 1941                                                                          | 1968               | Is    | L           | Încarcă foto            | Raportează eroare |
| 635 | Onești                                                                      | Monument la mormântul comun al ostașilor căzuți (85) în 1944 și în memoria consătenilor căzuți în 1941-1945              | 1980               | Is    | L           | Încarcă foto            | Raportează eroare |
| 638 | Pașcani 46°58′21″N 28°22′21″E / 46.97253441244°N 28.372553882694°E          | Biserica „Sf. Proroc Ilie”                                                                                               | 1914               | At    | N           | Încarcă foto            | Raportează eroare |
| 639 | Pașcani                                                                     | Monument la mormântul comun al ostașilor căzuți (5) în 1941-1945                                                         | 1958               | Is    | L           | Încarcă foto            | Raportează eroare |
| 640 | Pereni 47°00′12″N 28°22′19″E / 47.003274306269°N 28.371946733178°E          | Biserica „Schimbarea la față”                                                                                            | 1854               | At    | N           | Încarcă foto            | Raportează eroare |
| 641 | Pereni                                                                      | Monument în memoria consătenilor căzuți în 1941-1945                                                                     | 1973               | Is    | L           | Încarcă foto            | Raportează eroare |
| 642 | Voinescu 46°39′02″N 28°18′02″E / 46.650469814951°N 28.300467602096°E        | Biserica „Sf. Arhanghel Mihail”                                                                                          | sec. XIX           | At    | N           | Încarcă foto            | Raportează eroare |
| 643 | Voinescu                                                                    | Monument la mormântul comun al ostașilor căzuți (53) în 1944 și în memoria consătenilor căzuți în 1941-1945              |                    | Is    | L           | Încarcă foto            | Raportează eroare |
| 645 | Pogănești 46°41′24″N 28°14′00″E / 46.690116931459°N 28.233310173434°E       | Biserica „Nașterea Maicii Domnului”                                                                                      | jum. II a sec. XIX | At    | N           | Încarcă foto            | Raportează eroare |
| 646 | Pogănești 46°41′22″N 28°13′57″E / 46.689382148273°N 28.232451693457°E       | Monument în memoria consătenilor căzuți în 1941-1945                                                                     | 1958               | Is    | L           | Încarcă foto            | Raportează eroare |
| 648 | Rusca 46°52′33″N 28°28′59″E / 46.875824754806°N 28.482927683359°E           | Monument la mormântul ostașului necunoscut căzut în 1944                                                                 | 1969               | Is    | L           | galerie \| Încarcă foto | Raportează eroare |
| 649 | Sărata Galbenă 46°44′00″N 28°31′14″E / 46.733333082213°N 28.520667674873°E  | Biserica „Sf. Cuvioasă Paraschiva”                                                                                       | 1896               | Is    | N           | galerie \| Încarcă foto | Raportează eroare |
| 650 | Sărata Galbenă 46°44′00″N 28°31′16″E / 46.733243724°N 28.521084335037°E     | Monument la mormântul ostașilor căzuți (152) în 1941-1945                                                                | 1971               | Is    | N           | Încarcă foto            | Raportează eroare |
| 653 | Secăreni                                                                    | Monument la mormântul comun al ostașilor căzuți în 1941-1945                                                             |                    | Is    | L           | Încarcă foto            | Raportează eroare |
| 654 | Semionovca                                                                  | Monument la mormântul ostașului căzut în 1944 și a consătenilor căzuți în 1941-1945                                      |                    | Is    | L           | Încarcă foto            | Raportează eroare |
| 656 | Sofia                                                                       | Monument în memoria consătenilor căzuți în 1945                                                                          |                    | Is    | N           | Încarcă foto            | Raportează eroare |
| 657 | Stolniceni 46°57′37″N 28°30′01″E / 46.960356642123°N 28.500274189521°E      | Biserica „Acoperământul Maicii Domnului”                                                                                 | 1911               | At    | N           | galerie \| Încarcă foto | Raportează eroare |
| 659 | Stolniceni 46°57′36″N 28°29′54″E / 46.95987294752°N 28.498380207979°E       | Monument în memoria consătenilor căzuți în război (1941-1945)                                                            | 1970               | Is    | L           | galerie \| Încarcă foto | Raportează eroare |
| 660 | Stolniceni 46°57′36″N 28°29′55″E / 46.960112760233°N 28.498559245428°E      | Monument la mormântul comun al ostașilor căzuți (5) în 1944 și în memoria consătenilor căzuți în 1941-1945               |                    | Is    | L           | galerie \| Încarcă foto | Raportează eroare |
| 661 | Stolniceni 46°57′07″N 28°29′51″E / 46.951925568495°N 28.497625836738°E      | Monument comemorativ partizanilor                                                                                        | 1948               | Is    | L           | galerie \| Încarcă foto | Raportează eroare |
| 662 | Șipoteni                                                                    | Monument la mormântul comun al ostașilor căzuți în 1941-1945                                                             | 1970               | Is    | N           | Încarcă foto            | Raportează eroare |